# 御嵩站
御嵩站（日语：／ Mitake eki */?）是位於岐阜縣可兒郡御嵩町中，名古屋鐵道（名鐵）的廣見線（同時為終點站）車站。車站編號為HM10。

## 概要
此站位於御嵩町中（中在此處為地方名），在站外道路對面為御嵩町御嵩。現時每小時設有2班普通列車班次，在昭和時代設有直通至新名古屋方向的特急、高速和急行班次。在進入平成時代，只有早上和平日的黃昏至晚間設有直通至犬山、名古屋方向（主要前往中部國際機場）的班次（4卡編成）。
在2008年（平成20年）6月29日的時間表修正起，所有從此站出發的列車只會前往新可兒，並以2卡編成。在上午10時後的列車為一人控制列車。此站不可使用manaca（包括互相使用IC卡）。
在修正同日成為無人車站，但是沒有引入車站集中管理系統。車站沒有自動閘機和自動補票機，與名鐵其他無人車站情況相異。
此站為名鐵所有車站中海拔最高的車站（在2001年後。在以前的記錄為谷汲站、八百津站、美濃站）。

## 歷史
此站位於御嵩町中心，為旅客專用車站，曾經在御嵩口站（在未啟用此站前名為御嵩站）設有運載褐煤的貨物列車。
- 1952年（昭和27年）7月1日 - 車站啟用。
- 2008年（平成20年）6月29日 - 成為無人車站[2]。
- 2009年（平成21年）
  - 3月 - 實施車站翻新工程，在4月1日起加設御嵩町觀光訊問處。在車站南邊設有免費停車場。但是沒有委托販賣車票服務。
  - 5月16日 - 臨時列車使用7000系（日语：名鉄7000系電車）進入此站，是在2000年（平成12年）3月以來，9年後再有同類列車進站。在7月5日與7月20日也有團體列車進站。
  - 6月28日・7月2日 -  進行車站修理與塗上新外牆，以做到御嶽宿的氣氛。
- 2011年（平成23年）5月15日 - 隨著舉行卡莫1大獎賽n御嵩，車站職員臨時當值。

## 車站構造
- 車站為地面車站，設有1面1線的單式月台。同時設有路軌終端。月台可容納4卡列車。為無人車站。最近的列車交會站為明智站，此站沒有留置線，所有列車需折返往新可兒。
- 此站沒有晚間停泊列車。首班與第二班列車會從新可兒方向以不載客列車前往此站，尾班與尾二班列車在到達此站後會以不載客列車拆返新可兒站。
- 此站所有班次為一人控制列車，與新可兒站至此站的中途站相異，在列車到著時，所有車門均會打開。在當初成為無人車站時沒有回收車票的収集箱，為了減輕車長的工作負擔與縮短折返時間，現時的舊閘口中加設柵欄。
- 車站大樓為三角屋頂的木造屋。隨著成為無人車站，設置了自動售票機。在故障時可透過內線電話（日语：インターホン）聯絡犬山站。
- 在閘口內設有廁所。

| 路線                   | 方向             |
| ---------------------- | ---------------- |
| 廣見線（新可兒〜御嵩） | 新可兒、犬山方向 |

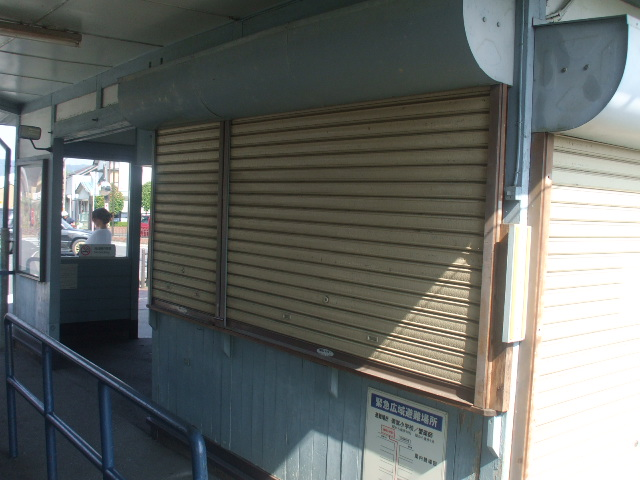
櫃臺 (在2008年6月29日成為無人車站後一直關閉。)
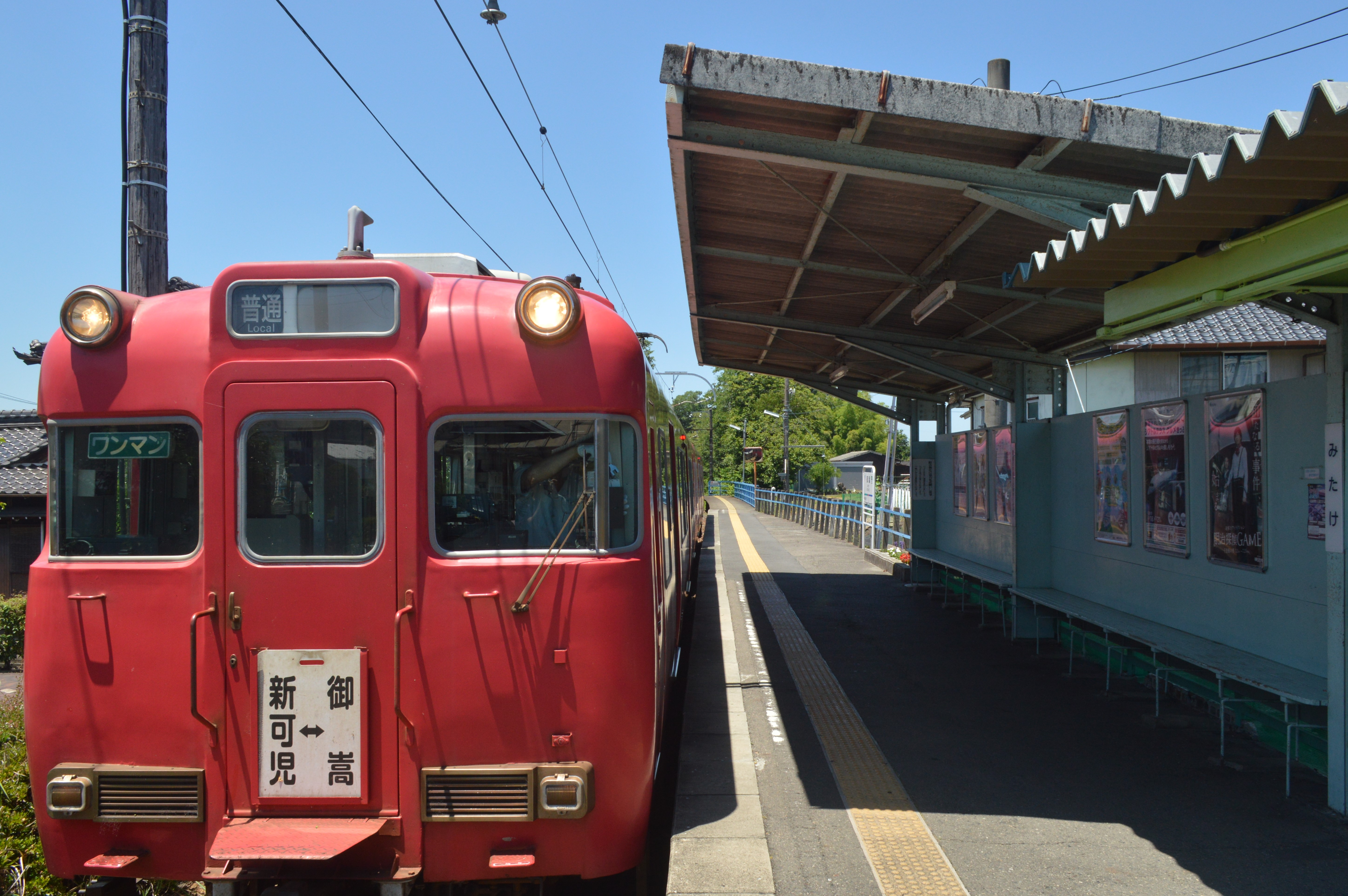
月台

### 配線圖
| ← 新可兒方向    | 御嵩站 站內配線略圖 |  |
| 图例 参考文献： |                     |  |

## 使用狀況
- 在中提及在2013年度，當時1日平均上下車人次為1,311人，在名鐵所有車站（275站）排名第206，廣見線（11站）中排名第6[6]。
- 在中提及在1992年度，當時1日平均上下車人次為2,929人，除岐阜市內線均一車費區間內各站（岐阜市內線、田神線、美濃町線徹明町站至琴塚站之間）外名鐵所有車站（342站）中排名第145，廣見線、八百津線（16站）中排名第5[7]。
- 在中提及在1974年（昭和49年）總上下車人次約為1,290,000人（平均每日3,534人），人次一直減少。
  - 1975年…1,269,000人（平均每日3,477人）
  - 1980年…1,202,000人（平均每日3,293人）
  - 1985年…1,026,000人（平均每日2,811人）
  - 1990年…1,101,000人（平均每日3,016人）
  - 1995年…1,005,000人（平均每日2,753人）
  - 2000年…765,000人（平均每日2,096人）
  - 2005年…568,000人（平均每日1,556人）
  - 2010年…497,000人  (平均每日1,362人）

## 車站周邊
- 御嵩郵局
- 東濃信用金庫（日语：東濃信用金庫）御嵩分店
- 十六銀行（日语：十六銀行）御嵩分店
- 大寺山願興寺（日语：願興寺 (岐阜県御嵩町)）（內設伽藍，本陣等從江戶時代一直保留至今）
- 中山道御嶽宿（日语：御嶽宿）
- 中山道御嵩館（日语：中山道みたけ館）
  - 中山道筋之史蹟、文化財產資訊地圖。
  - 周邊為御嶽宿與御嶽宿本陣（於1890年左右重建，但保留了江戶時代的大門和其他特色），商家竹屋（為御嵩町指定有形文化財產，於1890年建造，留下當年商家的風味）等。
- 御嶽宿Waiwai館
- 生活環境保護林「御嵩之森」
- B&G海洋中心
- 御嵩町政廳
- 地方裁判所、家庭裁判所及簡易裁判所合同廳舍
  - 岐阜地方裁判所（日语：岐阜地方裁判所）御嵩分部
  - 岐阜家庭裁判所（日语：岐阜家庭裁判所）御嵩分部
  - 御嵩簡易裁判所（日语：御嵩簡易裁判所）
- 岐阜地方檢察廳（日语：岐阜地方検察庁）御嵩分部
  - 御嵩區檢察廳（日语：御嵩区検察庁）
- 岐阜縣立東濃高等學校（日语：岐阜県立東濃高等学校）
- 御嵩町立向陽中學
- 御嵩町立御嵩小學
- 岐阜縣警察（日语：岐阜県警察）可阜警署（日语：可児警察署）御嵩崗亭
- 可茂消防事務組合（日语：可茂消防事務組合）南消防署御嵩分署

## 巴士路線
- 接觸巴士（日语：ふれあいバス (御嵩町)） - 御嵩町的社區巴士，委託東鐵巴士運行。班次數目較少。
- 接觸預約巴士（上鄉線）
  - 右回5班，左回4班，各每2小時1班。星期六及假日暫停服務。在使用30分前必須預約。
- 2009年10月1日起除星期日外，試驗運行御嵩E-CO巴士（免費乘坐）會行走南山台與Green Techno御嵩，以促進使用列車服務。

## 相鄰車站
名古屋鐵道
 廣見線（新可兒〜御嵩）
御嵩口（HM09）－御嵩（HM10）

## 外部連結
- 御嵩 - 名古屋鐵道